# Stanziwurten
Der Stanziwurten ist ein 2707 m ü. A. hoher Berg in der Goldberggruppe im österreichischen Bundesland Kärnten. Er wird auch Stanziwurtenkopf, Wurzenkopf oder Stanziwurdi genannt.

## Lage
Der Stanziwurten liegt in der Gemeinde Großkirchheim zwischen dem Tal der Großen Zirknitz und dem Mölltal. Er ist der südlichste Gipfel eines Kammes, der sich nach Norden über Trögereck (2731 m), Sandkopf (3090 m), Roter Mann (3095 m), Goldbergspitze (3073 m) bis zum Hohen Sonnblick (3106 m) zieht.
Das Gebiet des Stanziwurten liegt im Nationalpark Hohe Tauern.

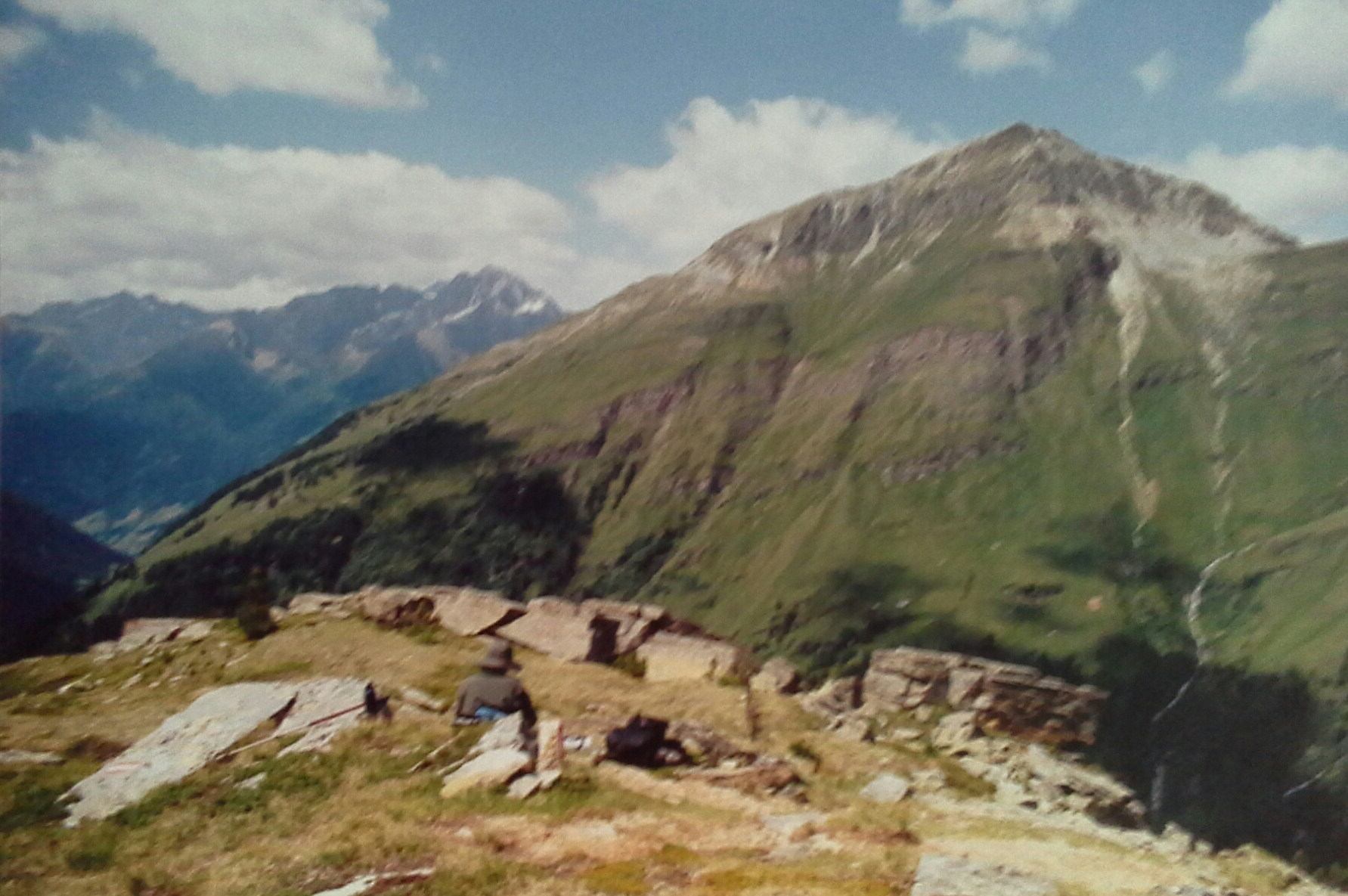
Blick von Osten (Panoramaweg) über das Tal der Großen Zirknitz zum Stanziwurten

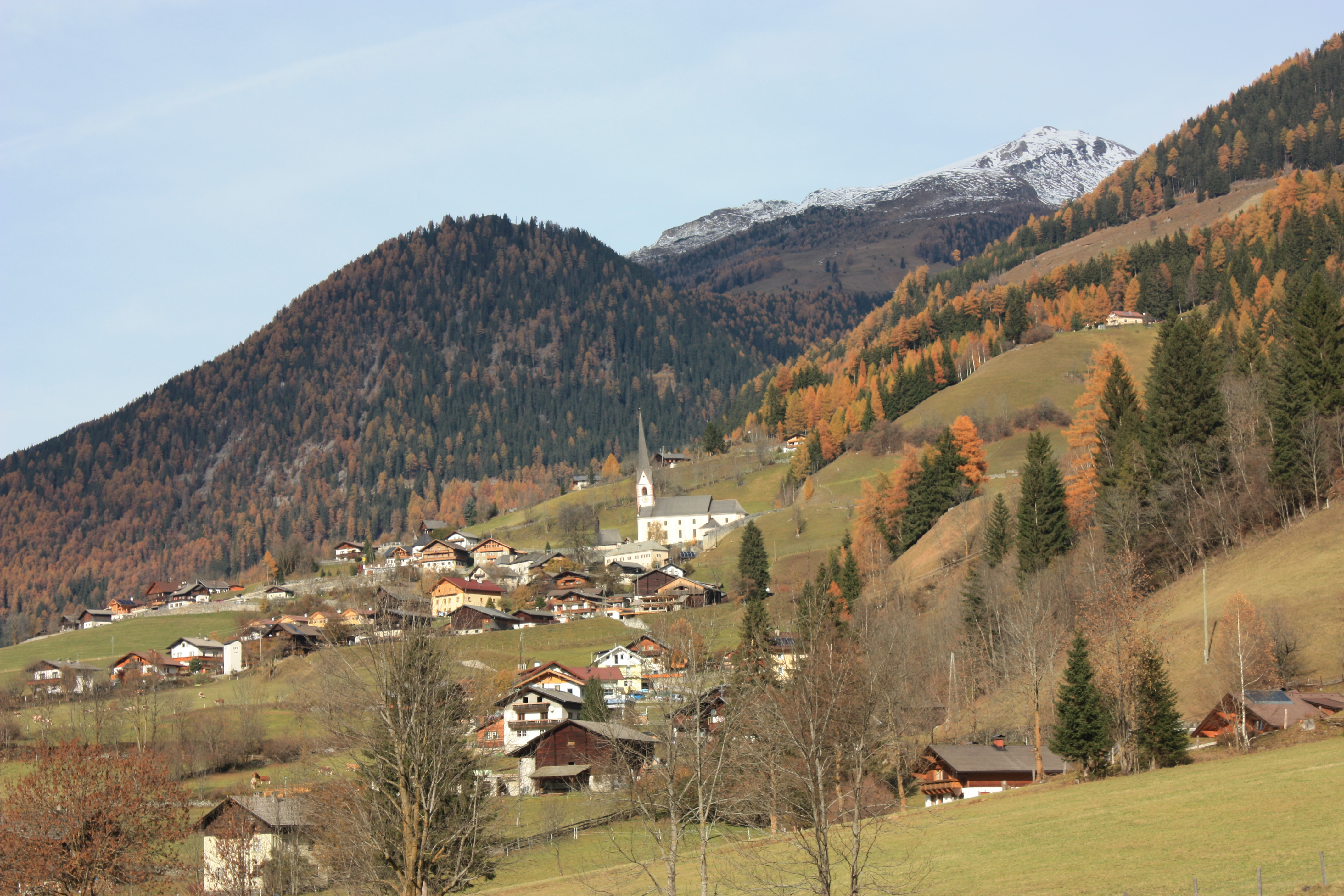
Der frisch beschneite Stanziwurten mit Sagritz im Vordergrund

## Anstieg
Ausgangspunkt für den Anstieg ist der Parkplatz Riegerkaser auf 1980 Meter Seehöhe. Diesen erreicht man, indem man entweder von Heiligenblut oder von Döllach nach Mitten fährt und dort Richtung Mittner Kasern und Stanziwurten abbiegt. Vom Parkplatz folgt man der Markierung nach Norden und sieht nach etwa 300 Metern ein Wegkreuz, bei dem sich zwei Aufstiegsvarianten trennen. Folgt man dem linken Weg, erreicht man bald die Waldgrenze und die Markierung führt in nordöstlicher später östlicher Richtung auf die steile schuttbedeckte Westflanke des Stanziwurten. Diese quert man in südlicher Richtung, bis man den Südwestkamm erreicht. Von hier sieht man das Gipfelkreuz und erreicht es über einen Wiesenhang. Der Hauptgipfel befindet sich mit einem Steinmandl markiert etwa 25 Meter höher in nordöstlicher Richtung.
Vom Gipfel hat man einen schönen Rundblick auf die Goldberggruppe im Nordosten, Glocknergruppe im Nordwesten, Schobergruppe im Westen und die Lienzer Dolomiten im Süden. Als Abstieg empfiehlt sich die ebenfalls gut markierte zweite Route.
Auf dem Weg befinden sich keine bewirtschafteten Hütten.
Im Winter ist eine Abfahrt vom Vorgipfel möglich. Von diesem hält man sich in Richtung des Gipfels der Weißen Wand, lässt den Gipfel dann rechts liegen und fährt weiter in mehr südlicher Richtung zu den Mittener Kasern.